# Халикова, Муккадас Шамаксудовна
Мукаддас Шамаксудовна Халикова (узб. Muqaddas Shomaksudovna Holikova; род. 16 апреля 1960, Ташкент, Узбекская ССР, СССР) — актриса Узбекского национального академического драматического театра. Заслуженный и Народный артист Узбекистана.

## Биография
Халикова Мукаддас Шамаксудовна родилась в Ташкенте в 1960 году. В 1981 году отправилась в Узбекский национальный академический драматическоий театр. Она являлась наиталантливейшим актером своего поколения[нужна атрибуция мнения] и очень быстро влилась в актерский коллектив театра. За все время работы в театре она сыграла около 80 различных образов, сумев раскрыть каждый из них[нужна атрибуция мнения]. Так же она сыграла более 30 ролей и озвучила 300 персонажей в различных кинолентах.

## Театральные роли
- «Первый день осени»
- «Спасение»
- «Последние дни»
- «Жених»
- «Хорошая жена, которая лжет»
- «Игра престолов»
- «Сатана и ангел»
- «Отелло»[1]

## Роли в кино
- «Севгинатор-2»
- «Poyga (Гонка)»[3]
- «Vijdon (Совесть)»
- «Сорок барабанов сорока гор»
- «Qodirxon(Кадырхан)»[4]
- «Oshiklar (Влюбленные)»
- «Qaysarginam (Моя капризная)»